# Prolibytherium
Prolibytherium (literalmente "antigua bestia de Libia") es un género extinto de mamífero artiodáctilo ungulado del Mioceno superior nativo del Norte de África.
La criatura de 1,80 m de largo está relacionada con las jirafas modernas y okapis. A diferencia de estos, Prolibytherium tenía un conjunto de grandes osiconos en forma de hoja con un ancho de 35 cm. Estos fueron probablemente utilizados para la exhibición y peleas, al igual que las astas de ciervo.
Al principio fue considerado como un jiráfido. En concreto, fue considerado como la forma ancestral de una especie africana de Sivatherium (S. maurusium), cuando fue descrita originalmente como "Libytherium". Prolibytherium es ahora considerado como un climacocerátido, debido a la formación de sus amplios y palmeados osiconos.